# هجوم كومانوفو
هجوم كومانوفو هو هجوم قامت به قوات الجيش المقدوني على كومانوفو لتطهيرها من التمرد، بدء هذا الهجوم في يوم 2 أبريل 2001 في مقدونيا بزيارات واجتماعات سياسية.

## الخط الزمني للهجوم
2 أبريل: رفض الممثل الأعلى للاتحاد الأوروبي خافيير سولانا ومفوض الاتحاد الأوروبي للشؤون الخارجية كريس باتون فكرة الألبان المقدونيين للوساطة الدولية في الصراع، قائلين إن مقدونيا الشمالية نفسها يجب أن تحل مشاكلها بالوسائل السياسية. شارك الأمين العام لحلف شمال الأطلسي جورج روبرتسون في هذا الرأي. وكان الزعيم الرئيسي في هذه العملية هو الرئيس المقدوني بوريس ترايكوفسكي. بدأ في التفاوض مع جميع القوى السياسية في البلاد، رافضًا مع ذلك، جميع الاتصالات مع جيش التحرير الوطني. اتفقت الأحزاب السياسية المقدونية والألبانية على إجراء تعداد سكاني، وإعادة بناء المنازل التي دمرت وتضررت نتيجة القتال، وتكثيف عودة اللاجئين.
23 أبريل: وقررت الأطراف في اجتماع عقد في 23 أبريل تأجيل التعداد السكاني. بالطبع، لم تكن وحدات جيش التحرير الوطني راضية عن مثل هذا التطور في عملية التفاوض أو ايثاف إجراء التعداد السكاني.
24 أبريل: أرسل علي أحمدي رسالة مفتوحة إلى الأمين العام للأمم المتحدة كوفي أنان، والأمين العام لحلف حلف شمال الأطلسي جورج روبرتسون، ورئيس المفوضية الأوروبية رومانو برودي، و‌ميرتشا جيوانا. أوضحت الرسالة سبب حمل الألبان المقدونيين السلاح، وأكدت أن جيش التحرير الوطني لم يكن ضد وحدة أراضي مقدونيا الشمالية، وقدمت مرة أخرى المتطلبات الأساسية وهي الاعتراف بالألبان المقدونيين كدولة دستورية، والإفراج عن السجناء السياسيين، والوصول إلى السلطة على نطاق أوسع. تم توضيح أن الأحزاب الألبانية في الجمعية المقدونية لم تكن قادرة على تلبية هذه المطالب بالوسائل السياسية وفقدت مصداقيتها في أعين السكان الألبان. توقع جيش التحرير الوطني أن الرسالة ستقودهم إلى عملية تفاوض، حيث سيصبح جيش التحرير الوطني قوة سياسية، لكن هذا لم يحدث وتحدث السلاح مرة أخرى. هذه المرة، قامت هيئة الأركان العامة لـ جيش التحرير الوطني، التي فرضت سيطرتها رسميًا في نهاية شهر مارس على يد الجنرال جزيم أوستريني، بتخطيط العمليات العسكرية بعناية أكبر.
أواخر أبريل: وفي الأسبوع الأخير من أبريل، تحصنت مفارز المسلحين مرة أخرى على الأراضي المقدونية في مناطق شار جورا الجبلية، استعدادًا لشن هجوم جديد على تيتوفو، على الرغم من زيادة تواجد الجيش والشرطة في المنطقة. في معظم الحالات، عبر المسلحون الحدود بشكل قانوني كمدنيين ثم اندمجوا بسرعة مع السكان المحليين.
بينما كان السياسيين يتحدثون، زادت الحكومة المقدونية المنطقة الحدودية بمقدار 10 كيلومترات، مما وفر الظروف لإجراء العمليات العسكرية لحركة أرمينيا. قامت دوريات مشتركة من الجيش والشرطة بتفتيش الطرق بين المستوطنات غرب وشمال تيتوفو، حيث دارت معارك في مارس. كما وقعت حوادث في 2 أبريل في سيلس، أطلقت الشرطة المقدونية النار وقتلت ألبانيًا يبلغ من العمر 16 عامًا بحضور والده. في ذلك اليوم، في منطقة جراكاني، اصطدمت سيارة تابعة للقوات المسلحة بلغم، وأصيب أحد الجنود. مباشرة بعد الحادثة، قام الجيش المقدوني بتمشيط المنطقة واحتجزت أربعة ألبان يبلغون من العمر 17 عامًا بعددًا كبيرًا من الأسلحة.
2 مايو: في منطقة ليسكوفو، تم إطلاق النار على دورية للشرطة، لكنها، مع ذلك، لم تجرؤ على دخول المستوطنة.
كانت هذه الحوادث، بالإضافة إلى الوجود الواضح لمسلحي جيش التحرير الوطني في مستوطنات منطقة كومانوفو - ليسكوفو، تحديًا مباشرًا للدولة، وفي نفس اليوم عهد مجلس الأمن القومي المقدوني إلى جيش جمهورية مقدونيا الشمالية ووزارة الشؤون الداخلية بشن عملية هجومية لهزيمة وحدات جيش التحرير الوطني غرب كومانوفو واستعادة السيطرة على المستوطنات التي تم الاستيلاء عليها. تم تسمية العملية "MH-2"، نصت على تسيير الأعمال العدائية.
3 مايو: قبل بدء الهجوم، أُعطي سكان القرى الواقعة في الغرب من كومانوفو، والتي كانت تحت سيطرة جيش التحرير الوطني، إنذارًا نهائيًا لمغادرة منازلهم بحلول الساعة 15:00 يوم 3 مايو وإخلاء المنطقة. أثار استئناف الأعمال العدائية في مقدونيا قلق ألبانيا المجاورة، وبدءًا من 3 مايو، بدأت في تعزيز حماية الحدود، وأرسلت مجموعات عسكرية ومدفعية لهذا الغرض.
4 مايو: واصل الجيش المقدوني توجيه ضربات مدفعية وجوية على مواقع المسلحين، وبضربة مفاجئة، تمكنت فرقة اللواء الأول من الجيش المقدوني في دخول فاكسينس. سرعان ما صدر أمر بالعودة إلى مواقعهم الأصلية، وتم التخلي عن فاكسينس. حاول المسلحون من جيش التحرير الوطني الهجوم المضاد، لكن لم ينجحوا.
5 مايو: في اليوم التالي، استقرت وحدات الجيش المقدومي في قريتي لوباتي وريزانوفيتس. لكن الهجوم استمر ببطء بسبب إجلاء السكان المدنيين من المستوطنات الخاضعة لسيطرة جيش التحرير الوطني. اتهمت الحكومة المقدونية جيش التحرير الوطني باستخدام السكان كـ «دروع بشرية». ونفى جيش التحرير الوطني الاتهامات، قائلاً إن السكان يبقون في منازلهم. في محاولة لإضعاف الهجوم على فاكسينس وسلوبتشاني، أصبح المسلحون من جيش التحرير الوطني أكثر نشاطًا في منطقة تانوشفتسي. في 5 مايو، أصيب ثلاثة من جنود الجيش المقدوني عندما انفجرت سيارتهم بواسطة لغم في المنطقة.
6 مايو: استمرت الضربات النارية على مواقع المسلحين. وفي منطقة تانوشفتسي، أصيب 6 من الجنود. أعلن رئيس الوزراء ليوبكو جورجيفسكي أنه سيثير قضية إعلان «حالة الحرب» في جميع أنحاء البلاد.
7 مايو: تقدمت وحدات الجيش المقدوني نحو قرية أوباي، حيث كانت المقاومة ضعيفة. وفي إعلان رسمي صادر في ذلك اليوم، أعلن الجيش المقدوني أنه دمر 14 موقعاً و 8 مخابئ للسلاح و 7 مواقع قناصة وثلاثة مستودعات ذخيرة وموقع هاون.
أصبح جيش التحرير الوطني في منطقة تيتوفو أكثر نشاطًا أيضًا. في 7 مايو، تم إطلاق النار على دورية للشرطة بالقرب من بروديتس. في اليوم التالي، في نفس المنطقة، دخل الجيش المقدوني والشرطة في معركة مع جيش التحرير الوطني، التي ألغمت الطريق بين بريزوفيتشا وفايسي.
8 مايو - 25 مايو
| اسم العملية   | التاريخ والمدة الزمنية    |
| عملية MH-2    | يوم 8 مايو - 25 مايو 2001 |
| عملية فاكسينس | يوم 25 مايو 2001          |
| ------------- | ------------------------- |

في 25 مايو، تم حل قوات جيش التحرير الوطني العاملة في يوغوسلافيا. تمكن جزء من القوات (اللواء 114، الذي يبلغ قوامه 175 مقاتلاً، ويمتلك عدة قذائف هاون عيار 82 و 120 ملم واثنان من منظومات الدفاع الجوي المحمولة من طراز ستريلا) من دخول مقدونيا بمساعدة منظمات إنسانية مختلفة ومجموعات صغيرة للحصول على موطئ قدم في منطقة ليبكوفو وماتيش.
قُتل ألباني محلي بالرصاص في حادث على طريق عطية - ماتيش. وخوفًا من الانتقام أمر قائد الشرطة في ماتيش بعدم دخول الجزء الشمالي (الألباني) من القرية. أدى هذا القرار إلى إخلاء جماعي للسكان غير الألبان من القرية، ولجأت الشرطة في ماتيش إلى الجيش المقدوني للحصول على المساعدة، وطلب الدبابات وناقلات الجنود المدرعة، على الرغم من وجود حوالي 100 ضباط شرطة في القرية، لم يتعرضوا للهجوم بعد. بعد كل شيء، تمركزت دبابة في ماتيش. وفي اليوم نفسه، هاجمت قوات جيش التحرير الوطني مركز شرطة في ماتيش. تم صد الهجوم، لكن أصيب سبعة من ضباط الشرطة. بالإضافة الي اصابة بعض من الجيش في 25 و 26 مايو في منطقة قرية أوباي. قررت الشرطة المقدونية، دون سابق إنذار، تنظيف الجزء الشمالي من ماتيش.
28 مايو: دخلت وحدات الشرطة الخاصة القرية للتنظيف. بدأ المسلحون الذين كانوا في القرية بإطلاق النار على أنفسهم. وقع حادث غير سار - تمكن شرطي مقدوني من تدمير دبابة من الجيش المقدوني بالخطيء، مما أدى إلى إصابة السائق. أصبحت وحدات جيش التحرير الوطني في قرى سلوبتشاني وأوريزار أكثر نشاطًا وبدأت هجومًا مضادًا على ماتيش. استمرت المعركة في اليوم التالي. في نهاية المطاف، غادر الجيش والشرطة القرية، ومع ذلك، ظلوا محاصرين. مرة أخرى، دون تحذير أو خطة، تركت الشرطة أيضًا عددًا من نقاط التفتيش في المنطقة، بما في ليبكوفو. من جانبها، بدأت وحدات الجيش المقدوني التخطيط لعمليات لفرض سيطرتها على ماتيش وسلوبتشاني وليبكوفو، والتي تم تأجيلها بعد ذلك لعدة اسباب. وكان أحد هذه الأسباب هو رفض وحدة القوات الخاصة التابعة للشرطة «تسمى النمور أو تايغر» إعادة دخول فاكسينيتس وماتيش دون الدعم اللازم (بعد حادثة ماتيش، كان هذا الدعم موضع شك). أُقيل قائد النمور (وحدة تايغر) ونائبه من القيادة وأرسلت الوحدة إلى قاعدتها. وأُعلن انسحاب وحدة النمور (وحدة تايغر) من العملية، وتم فرض السيطرة على ماتيش وعودة المسلحين إلى فاكسنيتس بمثابة «نصر» لـ وحدات جيش التحرير الوطني. قال زعيمها، علي أحمدي، إن انتصار جيش التحرير الوطني في مقدونيا هو حقيقة وأن الكفاح من أجل حقوق الألبان بدأ في اليونان، حيث زُعم أن وحدات الثعالب المدربة موجودة بالفعل هناك. من جهة آخرى، أعلنت وسائل الإعلام العالمية فشل هجوم مايو على الجيش المقدوني، وهو أمر غير بعيد عن الحقيقة.
29 مايو: أطلقت وحدات جيش التحرير الوطني على كومانوفو غارة بقذائف هاون 120 ملم، مما ألحق أضرارًا طفيفة في إسكرا.
30 و 31 مايو: ركزت وحدات الجيش المقدوني اهتمامها على سلوبتشاني، مما عرض المستوطنة لقصف عنيف. في 31 مايو، تمكنت وحدة فرعية من الجيش المقدوني من دخول القرية، لكنها اضطرت إلى المغادرة، للإتفاق علي وقف إطلاق النار المؤقت، والسبب في ذلك كان عددًا كبيرًا من اللاجئين يغادروا المستوطنات التي دارت فيها المعارك. تم احترام الاتفاقية بشكل عام من الجانبين الذين استغلوا الوقت لإعادة التجمع. تم إجلاء جزء من مسلحي جيش التحرير الوطني، الذين تظاهروا بأنهم مدنيين، من نيكوشتاك ونوفو سيلو إلى أراتشينوفو.
تم تسليح جيش التحرير الوطني بشكل أساسي من إقليم كوسوفو. في 31 مايو، في منطقة تانيشيفتسي، استولى الجيش المقدوني على قافلة من جيش التحرير الوطني مكونة من عدة سيارات وخيول، كانت متوجهة من كوسوفو إلى ليبكوفو. حيث اصطدمت السيارة الأولى من القافلة بلغم وهرب المسلحون. تفاعل حرس الحدود مع الصوت وأخذوا السيارات والخيول إلى بؤرة تانيشيفتسي. في أوائل يونيو، لم يتغير الوضع في البلاد.
1 و 2 و 3 يونيو: في منطقة كومانوفو، واصل الجيش المقدوني محاولاته للسيطرة على ماتيش؛ في 2 يونيو، خاضت المعارك في مناطق سلوبتشاني، أوتليه وأوريزار. في 3 يونيو، في منطقة ماتيش، أُصيب الجنرال باندي بتروفسكي بجروح.
4 يونيو: في منطقة رامنو، اصطدمت سيارة من الجيش المقدوني بلغم، لكن لم يصب أحد. خلال هذه الفترة، في منطقة تيتوفو، أطلق المسلحون من جيش التحرير الوطني النار على مواقع الجيش والشرطة في بوبوفا شابكا، سيلتشي، بروديك، جاجري وشيبكوفيتسا. ونُفذت هجمات على منطقة ملعب المدينة.
5 يونيو: في منطقة شيبكوفيتسا ولافسي، تعرضت سيارتين للشرطة العسكرية من الجيش المقدوني لكمين من قِبل جيش التحرير الوطني. قُتل 5 جنود وتم تدمير السيارتين. أصيب ثلاثة جنود من الجيش المقدوني أثناء قصف مواقع في جيرا. يوجد بعض القتلى من بيتولا، وفي اليوم التالي وقعت مذابح مناهضة للألبان مرة أخرى في تلك المدينة، حيث أحرق الجيش المقدوني المنازل ونُهب أكثر من 100 منزل ومؤسسة تابعة للألبان. في نفس اليوم، شنت وسائل الإعلام المقدونية حملة نشطة ضد الجيش المقدوني. تم التأكيد على أن خطة العمل الأمريكية لا تدعم الشرطة، وأن الشرطة ليست مجهزة بشكل كافٍ بناقلات الجنود (المدرعات والمدفعية)، وأن القيادة العامة للعمليات العسكرية يجب أن تُعهد إلى الشرطة، وأنه من الضروري تشكيل وحدات شرطة خاصة جديدة، إلخ. تم تسليم 30.000 بندقية (كلاشينكوف) من بلغاريا ووزارة الدفاع المقدوني وهيئة الأركان العامة للجيش المقدوني، والتي تم تسليمها لاحقًا إلى السكان المقدونيين في منطقتي تيتوفو وكيتشيفو. كل هذه الإجراءات أدت إلى فوضى في الدولة وفقدان السيطرة على الوضع من قبل السلطة.
6 يونيو: توقف مسلحوا جيش التحرير الوطني عن إمداد كومانوفو بالمياه عن طريق إغلاق نظام إمدادات المياه. أثرت أزمة المياه على أكثر من 100 ألف شخص من سكان المدينة، بمن فيهم الألبان. تم اتخاذ تدابير عاجلة، وفي 8 يونيو، بدأت وحدات الجيش المقدوني عملية لاستعادة السيطرة على خزانات المياه (ما يسمى «معركة من أجل مياه كومانوفو»). حضر العملية أقسام فرعية من OTG-2 وهيئة الأركان العامة للجيش المقدوني. تم التخطيط للسيطرة على خزان ليبكوفو وقرى سلوبتشاني وأوتليه وماتيتشي، وبعد ذلك على ليبكوفو.
8 يونيو: تم فتح جبهة جديدة في المنطقة المجاورة مباشرة لسكوبي. أطلق مسلحوا جيش التحرير الوطني من أراتشينوفو قذائف هاون على قرية كريشيفو المقدونية دون التسبب في أي ضرر. تم محاصرة أراتشينوفو على الفور من قبل الجيش المقدوني والشرطة، مما تسبب في حدوث اضطرابات وخروج المدنيين منها. في هذه الأثناء، بدأت العملية - للسيطرة علي خزانات ليبكوفو- وفي نفس اليوم دخلت وحدات الجيش المقدوني سلوبتشاني وفاكسينتس وفرضت سيطرتها على خزانات ليبكوفسكي، وطردت المسلحين إلى ليبكوفو. كان هناك حوالي 10000 شخص في ليبكوفو لم يتم إجلاؤهم. لم يسمح جيش التحرير الوطني بإجلاء السكان، وقال رئيس بلدية البلدة خسامي الدين خليلي «إن التواجد تحت الارض أكثر أمانًا من التواجد في مساحة مفتوحة بين حريقين». خططت هياكل السلطة في مقدونيا لمواصلة القتال وحصار ليبكوفو، لكن تم إيقاف الهجوم مرة أخرى بأمر من الرئيس. علاوة على ذلك، كان الامر أن تعود قوات الجيش المقدوني إلى مواقعها الأصلية. وأثناء تنفيذ الأمر، قدم رئيس مقدونيا إلى الجمعية خطة وبرنامجاً للتوصل إلى تسوية سلمية للنزاع. من حيث الجوهر، تم إعداد الخطة من قبل حلف شمال الأطلسي و‌الاتحاد الأوروبي، وقدمها الرئيس فقط. جوهر الخطة هو إيجاد حل سلمي للصراع بالوسائل السياسية.
10 يونيو: في الأيام التالية، واصل الجيش المقدوني شن ضربات نارية على مواقع المسلحين من وحدات جيش التحرير الوطني في مناطق فاكسينتس، وسلوبتشاني، وماتيش، وأوريزار، وأوبايه مستأنفاً العمليات الهجومية. كما وقعت خسائر في 10 يونيو، بين فاكسينتس وسلوبتشاني، قُتل ضابط وأصيب ثلاثة جنود، وفي منطقة جوشينس، أصيب جنديان خلال قصف من غابة.
11 يونيو: بمساعدة OSSE، تم التوصل إلى اتفاق بشأن وقف إطلاق نار جديد وأمر الرئيس بوريس ترايكوفسكي بإنهاء القتال. عادت وحدات الجيش المقدوني مرة أخرى إلى مواقعه الأصلية، مما أعطى جيش التحرير الوطني حرية العمل الكامل في المناطق والمستوطنات الخاضعة للسيطرة له. من جانب جيش التحرير الوطني، بدأ المسلحون بإطلاق النار وتدمير منازل المقدونيين الذين تركوا دون حماية. كما تم إحراق كنيسة أرثوذكسية بالقرب من ماتيش، وهي واحدة من أقدم الكنائس في مقدونيا.
12 يونيو: تم تبني قانون جديد للدفاع عن مقدونيا، والذي نظم أخيرًا أنشطة هيئة الأركان العامة للجيش المقدوني لخطة العمل السنوية. وهكذا انتهى هجوم كومانوفو الذي شنه الجيش المقدوني والشرطة. على الرغم من بعض النجاحات، لم يكن لدى هياكل السلطة في الدولة الوقت الكافي لإنجاز المهام الموكلة إليهم.

## ما بعد الهجوم
16 يونيو: أعلنت هيئة الأركان العامة للجيش المقدوني أن الجيش المقدوني هزم جيش التحرير الوطني في منطقة كومانوفو - منطقة ليبكوفو (تم استئناف إمدادات المياه إلى كومانوفو في 16 يونيو، بعد أن مرت السلطات بالحقوق الإنسانية في ليبكوفو). من الجانب الآخر أعلنت وحدات جيش التحرير الوطني أنها تمكنت من وقف هجوم الجيش المقدوني، ولا تزال تسيطر على المناطق الواقعة غرب كومانوفو وتخطط لشن هجوم على سكوبي.

## انظر ايضاً
- عملية فاكسينس
- كمين فيجسي
- معركة تيتوفو
- عمليةMH-2